# Tournoi d'ouverture du championnat d'Haïti de football 2005-2006
Navigation
Saison précédente Saison suivante
Le tournoi d'ouverture de la saison 2005-2006 du Championnat d'Haïti de football est le premier tournoi de la seizième édition de la première division à Haïti. Les seize meilleures équipes du pays sont regroupées au sein d’une poule unique où elles s’affrontent une seule fois. Il n’y a pas de relégation à l’issue du tournoi.
C'est le Baltimore SC qui remporte à nouveau la compétition avec seulement un point d'avance sur son dauphin, le Racing Club Haïtien. C'est le second titre de champion d'Haïti de l'histoire du club.

## Les clubs participants
| - Violette AC - AS Mirebalais - AS Cavaly - Victory SC - AS Capoise - Don Bosco FC - Roulado FC - AS de Carrefour | - Baltimore SC - Racing Gonaïves - Aigle Noir AC - Tempête FC - US Frères Pétionville - Promu de Division 2 - Racing Club Haïtien - Dynamite Saint-Marc - Promu de Division 2 - Zénith Cap-Haïtien |

## Compétition
Le barème de points servant à établir le classement se décompose ainsi :
- Victoire : 3 points
- Match nul : 1 point
- Défaite : 0 point

### Classement
| Rang | Équipe                 | Pts | J  | G | N | P | Bp | Bc | Diff |
| ---- | ---------------------- | --- | -- | - | - | - | -- | -- | ---- |
| 1    | Baltimore SCT          | 32  | 15 | 9 | 5 | 1 | 15 | 3  | +12  |
| 2    | Racing Gonaïves        | 31  | 15 | 9 | 4 | 2 | 17 | 6  | +11  |
| 3    | Racing Club Haïtien    | 26  | 15 | 6 | 8 | 1 | 14 | 7  | +7   |
| 4    | Don Bosco FC           | 25  | 15 | 7 | 4 | 4 | 15 | 11 | +4   |
| 5    | Zénith Cap-Haïtien     | 23  | 15 | 6 | 5 | 4 | 11 | 8  | +3   |
| 6    | Aigle Noir AC          | 19  | 15 | 5 | 4 | 6 | 17 | 12 | +5   |
| 7    | Tempête FC             | 19  | 15 | 5 | 4 | 6 | 9  | 12 | -3   |
| 8    | Violette AC            | 19  | 15 | 5 | 4 | 6 | 13 | 18 | -5   |
| 9    | AS Cavaly              | 18  | 15 | 4 | 6 | 5 | 11 | 10 | +1   |
| 10   | Victory SC             | 17  | 15 | 4 | 5 | 6 | 13 | 13 | 0    |
| 11   | Dynamite Saint-MarcP   | 17  | 15 | 4 | 5 | 6 | 13 | 20 | -7   |
| 12   | US Frères PétionvilleP | 16  | 15 | 3 | 7 | 5 | 12 | 13 | -1   |
| 13   | AS Capoise             | 16  | 15 | 3 | 7 | 5 | 11 | 14 | -3   |
| 14   | AS Mirebalais          | 15  | 15 | 4 | 3 | 8 | 9  | 15 | -6   |
| 15   | Roulado FC             | 14  | 15 | 3 | 5 | 7 | 14 | 25 | -11  |
| 16   | AS de Carrefour        | 13  | 15 | 3 | 4 | 8 | 10 | 17 | -7   |

|  | Vainqueur du tournoi Ouverture              |
|  | T : Tenant du titre P : Promu de Division 2 |

## Bilan de la saison
| Championnat d'Haïti de football 2005-2006 |                         |
| Champion                                  | Baltimore SC (2e titre) |
| Qualifications continentales              |                         |
| CFU Club Championship 2006                | Aucun                   |
| Promotions et relégations                 |                         |
| Promus en Division 1                      | Aucun                   |
| Relégués en Division 2                    | Aucun                   |